# Сичик-горобець гірський
Си́чик-горобе́ць гірський (Glaucidium gnoma) — вид совоподібних птахів родини совових (Strigidae). Мешкає в горах Сполучених Штатів Америки і Мексики. Раніше вважався конспецифічним з каліфорнійським сичиком-горобцем.

## Опис
Довжина птаха становить 15—17 см, самці важать 48—54 г, самиці 60—73 г. Довжина крила у самців становить 86—89 мм, у самиць 87—98 мм, довжина хвоста 61—66 мм. Верхня частина тіла темно-рудувато-коричнева, поцяткована кремовими плямками. Хвіст довгий, темний, поцяткований тонкими білими смугами. Нижня частина тіла біла, поцяткована чорними вертикальними смугами. Лицевий диск блідо-рудувато-коричневий, слабо виражений, поцяткований кремовими плямками. Над очима тонкі білі "брови". На потилиці є дві чорних з білими краями плями, що нагадують очі і слугують до відлякування і обману. Лапи оперені. Очі жовті, дзьоб і лапи жовті.

## Поширення і екологія
Гірські сичики-горобці мешкають в горах на південному заході США (Аризона, Нью-Мексико) та в Мексиці. Вони живуть у вічнозелених гірських дубових, соснових і мішаних лісах. Зустрічаються на висоті від 1500 до 4000 м над рівнем моря. Ведуть осілий спосіб життя. Живляться комахами та іншими безхребетними, дрібними ссавцями, плазунами і птахами, зокрема піснярами і синицями. Іноді каліфорнійські сичики-горобці можуть вполювати велику здобич, наприклад, віргінську перепелицю. Вони ведуть переважно денний спосіб життя, також є активними на світанку і в сутінках. Гніздяться в дуплах дерев, переважно на висоті 6-7 м над землею. Часто використовують покинуті гнізда дятлів. В кладці від 2 до 4 білих яєць, насиджує самиця.